# 老人Z
『老人Z』（ろうじんゼット）は、1991年9月14日に公開された日本のオリジナルアニメ映画。原作は大友克洋。大友と江口寿史がコンビを組み、大友がメカニックデザイン、江口がキャラクターデザインを担当。今敏が美術設定を担当した。監督は北久保弘之。
高齢化社会と介護問題といった老人問題、そして人間の尊厳と夫婦愛・家族愛をテーマに制作されたSFアニメ作品で、重くなりがちなテーマがコメディタッチでテンポよく描かれている。
1990年の制作発表時はOVAとして予定されていたが、1年の延期を経て映画作品として公開された経緯があった。
予告編は全編が文字で音声は太鼓の音のみ、内容は「いいわけ」というものだった。細部の修正は公開には間に合わず、ビデオ化・DVD化・リマスター版発売の際に修正されている。

## あらすじ
87歳の寝たきり老人・高沢喜十郎は、先立った妻・ハルに強い想いを寄せつつ、東京・下町の都電荒川線沿線の古い木造アパートで独り暮らしをしていた。
看護学校「芙蓉看護学院」に通う19歳の三橋晴子は、高沢の介護ボランティアをしていた。高沢は、晴子を認識できる程度には意識があり、わずかに手足を動かす運動能力や、たどたどしいながらもしてほしいことを訴える会話・判断能力も残るものの、ほぼ付きっきりの介護が必要であった。
そのころ厚生省は、高齢化社会により介護老人が増えて介護者や施設が不足する問題を解決するため、新しい介護のあり方として最新型介護ロボット「Z-001号機」を考案した。計画を主導する厚生官僚の寺田卓は、この「Z-001号機」により高齢者問題が解決し、介護する側にも介護される老人にとっても、明るい未来が到来すると信じてこれを推進していた。
「Z-001号機」は、身体がすっぽりと収まるベッド型で、全自動の介護が受けられる。具体的には、介護者が寝たまま入浴・食事・排泄処理やリアルタイムでの健康診断などが行える。またテレビや電話、パソコンが付属するなど娯楽も兼ね備えており、ウォーキングなどの軽い運動もできる。同機種をネットワークで接続して友人たちと4人同時にビデオチャットも可能で、暇を持て余すことがないと宣伝された。搭載するコンピュータには「第6世代コンピュータ」を採用し、内蔵する超小型原子炉を動力とする。
高沢はある日突然、厚生省から「Z-001号機」のモニターに選ばれ、自宅のアパートから拉致されて「Z-001号機」に寝かされてしまう。介護役としてお役御免となった晴子は、見舞いに行った先でチューブだらけになった高沢の姿を見てショックを受ける。
しかし、総合商社・西橋商事が厚生省に提供した「Z-001号機」の実態は、表向きは寺田に対しても高性能看護用ロボットと偽っていたが、実は軍事利用のための試験データを収集するテスト機であった。「助けて……晴子さーん」と叫ぶ高沢の声を聞き、晴子は高沢を救出しようとするが失敗し、実習先の病院で知り合った入院中の老人ハッカーらに助けを求める。
晴子に頼まれた老人ハッカーらは、「Z-001号機」に搭載された第6世代コンピュータをハッキングすることに成功。初めは老人ハッカーがコンピュータの声を合成し、そのパソコンに接続したマイクを通して、晴子が高沢ハルになったつもりで高沢に向かって語りかけていた。しかしやがて「Z-001号機」のコンピュータは高沢喜十郎の想いを読み取り、内部で高沢ハルの人格を作り出して自我を持つようになる。
自我と意思を持った「Z-001号機」は立ち上がり、直立歩行して動くようになり、高沢とハルが若い頃、二人の子供が幼い頃に遊びに行った思い出の地である鎌倉へと向かう。巨大ロボと化した「Z-001号機」は多摩川を越え、神奈川方面へ向かって南下する。機動隊が出動し、東京の街が大混乱に陥る中、寺田と晴子はヘリコプターに乗り込み「Z-001号機」を追って鎌倉へと向かう。

## 登場人物
高沢喜十郎
声 - 松村彦次郎
東京の下町で独り暮らしをしている82歳の寝たきり老人。介護ボランティアの晴子を信頼していたが、介護ロボット「Z-001号機」のモニターに選ばれ、自宅から拉致されてしまう。亡き妻のハルに強い想いを寄せている。
三橋晴子
声 - 横山智佐
芙蓉看護学院2回生。19歳。高沢喜十郎をボランティアで看護している。芯が強く行動力がある。モニターにされてしまった喜十郎を常に気遣うなど、心優しい性格。最初に行ったボランティアの時に喜十郎の世話をしたこともあり非常に気にかけ、寺田の「Z-001号機」による介護のやり方に異議を唱える。
高沢ハル
声 - 斉藤昌
高沢老人の妻で故人。享年72。晴子と名前（ハル）が似ている。
小春
高沢老人のアパートに入り浸る巨大猫。8歳3か月。名前が晴子・ハルに似ている。
寺田卓
声 - 小川真司
厚生省の官僚。41歳。高齢者問題に取り組み強い理想を持ち、「Z-001号機」導入計画を推進する。直情径行型の人物と見られがちだが根は善良で、「厚生省をなめるなよ！」が口癖。
長谷川良彦
声 - 近石真介
商社・西橋商事の社員。36歳。第6世代コンピュータを搭載した｢Z-001号機｣を、軍事利用のためのテスト機と知りつつ、介護ロボットと偽って厚生省に提供する。
大江信子
声 - 佐藤智恵
芙蓉看護学院2回生。21歳。晴子の親友でしっかり者。
佐藤知枝
声 - 松本梨香
芙蓉看護学院2回生。19歳。晴子の親友。グラマラスな体格。
前田満
声 - 辻谷耕史
芙蓉看護学院2回生。20歳。晴子に恋心を抱いており、アタックしているものの相手にされない。頼りない性格だが晴子のためなら積極的な行動を取る。
老人A
声 - 槐柳二
看護病棟内で晴子が出会った老人ハッカー。自称「箱根以東では一番のハッカー」。不正を働く会社のコンピューターをハッキングして悪事を暴くのが趣味で、アメリカの企業のコンピュータに入り込み脱税の証拠をつかみ、パスワード破りが快感と語る。やや下品だが非常に頼りになる存在。背が低い。
老人B
声 - 松村彦次郎
看護病棟内で晴子が出会った老人ハッカー。丸サングラスをかけている。
老人C
声 - 青野武
看護病棟内で晴子が出会った老人ハッカー。いつも口に体温計をくわえている。
Z-001号機のコンピュータ
声 - 斉藤昌
Z-001号機のコアとなる最新鋭の第6世代コンピュータ。老人らのハッキングにより、内部で高沢ハルの人格を作り出して自我を持った。
皆川部長
声 - 大宮悌二
立花教授
声 - 大木民夫
機動隊長
声 - 緒方賢一
職員A
声 - 島田敏
職員B
声 - 喜多川拓郎
ニュースキャスター
声 - 滝沢久美子
記者A
声 - 長島雄一
記者B
声 - 森川智之
記者C
声 - 高木渉
記者D
声 - 山崎たくみ
看護婦
声 - 浅野典子

## スタッフ
- 原作・脚本・メカニックデザイン - 大友克洋
- 監督 - 北久保弘之
- キャラクター原案 - 江口寿史
- メカニックデザイン - 磯光雄
- 作画監督 - 飯田史雄
- 作監補 - 鈴木美千代、川名久美子
- 美術監督 - 佐々木洋
- 美監補 - 串田達也、神山健治
- 美術設定 - 今敏
- コンテ - 本谷利明、田中達之、北久保弘之
- 演出 - 本谷利明
- レイアウト・原画 - 沖浦啓之、新井浩一、大橋学、今敏、小林正之、鈴木美千代、黄瀬和哉、川名久美子、井上俊之、森田宏幸、松田勝己、鶴巻和哉、北野義宏、児玉昌弘、宇佐美皓一、石原興一、本田雄、荒川真嗣、末武庸光、高畠聡、森本晃司、飯田史雄、大友克洋、中澤一登、青木真理子、森川定美、八木元喜、吉本きんじ、橋本浩一、松本憲生、宍戸聡、鈴木俊二、嵯峨敏、田中比呂人、日野雅祥、木村雅広、須藤昌朋、田中正弘、奥田淳、堀内博之、三原三千雄、福島敦子、内野明雄、佐々木隆司、猪瀬富士夫、石谷保彦、石田敦子、平松禎史、奥野浩行、加瀬政広、清水健一
- 撮影監督 - 岡崎英夫
- 編集 - 西出榮子
- 特殊効果 - 榊原豊彦
- コンピューターグラフィックス - 阿部健一
- 音響監督 - 本田保則
- 音響効果 - 今野康之（スワラプロ）
- Sound Effects Designed at Wally Burr Recording, Burbank, CA
- Sound Effects Producer: Carl F. Macek
- Sound Designer: Thomas Chan
- Production Associates: Michael Haller/Jerry Beck
- With the cooperation of Streamline Pictures, Los Angeles, CA
- 音楽 - 板倉文
- プロデューサー - 野村和史、風間康久
- 制作 - A.P.P.P.
- 製作 - 東京テアトル、角川書店、ムービック、テレビ朝日、ソニー・ミュージックエンタテインメント

## 音楽
音楽は板倉文、音楽プロデュースは福岡智彦が担当。
主題歌「走れ自転車」
歌・作詞：小川美潮 / 作曲：板倉文
挿入歌「啼くな小鳩よ」
歌：岡晴夫。高沢夫妻の思い出の曲として登場。

## 受賞
- 第46回毎日映画コンクールアニメーション映画賞[4]